# Nora Chastain
Nora Chastain (* 1961 in Oakland, Kalifornien) ist eine US-amerikanische Violinistin und Geigenpädagogin. Sie ist Professorin an der Universität der Künste Berlin und als Solistin und Kammermusikerin aktiv. Sie lebt in Deutschland.

## Leben
Nora Chastain ist die Enkelin des Komponisten Roy Harris. Als jüngstes von fünf Geschwistern wuchs die Tochter des Stadtplaners Robert Chastain und der Kinderpsychologin Jean Chastain, geborene Harris, in Berkeley (Kalifornien) auf.
Chastain begann ihre Ausbildung bei Anne Crowden in Berkeley. Mit 16 Jahren begann sie ihr Studium bei Dorothy DeLay am Cincinnati Conservatory und setzte es bei DeLay an der Juilliard School in New York fort. Ihre Ausbildung vollendete sie in Europa bei Sandor Vegh sowie bei Yehudi Menuhin, Alberto Lysy und Ana Chumachenco an der International Menuhin Music Academy in Gstaad. Wichtige Kammermusiklehrer waren Josef Gingold, Walter Levin und Felix Galimir. Seit ihrem Solodebüt mit Samuel Barbers Violinkonzert, das sie als 16-Jährige in Berlin gab, ist sie auf den renommierten Konzertbühnen im In- und Ausland zu Gast. Nora Chastain ist Preisträgerin mehrerer Wettbewerbe, etwa des „Internationalen Menuhin Wettbewerbs“ in Paris. 1993 wurde ihr in Zürich der „Förderpreis der Europäischen Wirtschaft“ als Solistin verliehen.

## Karriere
Als Solistin erhielt Nora Chastain Einladungen von internationalen Orchestern wie dem Orchestre de Paris, dem Berner Sinfonieorchester, der San Francisco Symphony, Cincinnati Philharmonia, dem Jerusalem Symphony Orchestra, dem Orquestra Nacional do Porto, dem Helsingborg Symphony Orchestra sowie dem MDR Sinfonieorchester Leipzig und dem Frankfurter Opern- und Museumsorchester.
Zu den Dirigenten, mit denen sie zusammenarbeitete, zählen Yehudi Menuhin, José Serebrier, David Stern, Peter Leonhard, Marc Tardue, Michael Sanderling und Sebastian Weigle. Konzerte als Gründungsmitglied des Menuhin Festival Piano Quartet, des Trio Kreisleriana und mit ihrem Duopartner Friedemann Rieger führten sie unter anderem zum Schleswig-Holstein Musik Festival, den Ludwigsburger Schlossfestspielen, den Schwetzinger Festspielen, dem Menuhin-Festival Gstaad, in die Musikmetropolen Europas sowie nach New York, Washington, Sydney und Los Angeles. Kammermusikalische Partnerschaften pflegt sie mit Sharon Kam, Joshua Bell, David Geringas, Michael Sanderling, Pascal Devoyon sowie Mitgliedern der Quartette Fauré, Merel und Carmina.
Mit dem Menuhin Festival Piano Quartet (MFPQ) weckten ihre Gründer Friedemann Rieger (Klavier), Nora Chastain (Violine), Paul Coletti (Viola) und Francis Gouton (Cello) das Interesse am Klavierquartett sowie für neue junge Ensembles. Das Quartett spielte 1989 seine erste Aufnahme ein.
Nora Chastain widmet sich intensiv der zeitgenössischen Musik. Sie spielte die europäische Erstaufführung des Violinkonzerts ihres Großvaters Roy Harris, mehrere Komponisten - darunter Daniel Schnyder mit seinem Violinkonzert, Gerhard Samuel (1924-2008), Susanne Erding und Georg Wötzer schrieben Werke für sie. Ihre zahlreichen Einspielungen umfassen Sonaten von Wolfgang Amadeus Mozart, Claude Debussy und Gabriel Fauré, die Violinsonaten von Ludwig van Beethoven, Kammermusikwerke für Trio, Quartette und Sextette. Zu ihren Aufnahmen gehören außerdem das Violinkonzert von Beethoven, Bela Bartoks zweites Violinkonzert sowie das B-Dur-Violinkonzert von Carl Stamitz und das Tripelkonzert von Alfredo Casella.
Die CD „Fiesta Criolla“ (Chandos) mit der Württembergischen Philharmonie Reutlingen unter der Leitung von Gabriel Castagna, bei der Nora Chastain ein Konzert des peruanischen Komponisten Theodoro Valcarcel Caballero spielte, wurde für den Latin Grammy Award 2012 in der Kategorie „Best Classical Album“ nominiert und von der Kritik gewürdigt.

## Lehre
Sie ist Professorin für Violine an der Universität der Künste (UdK) in Berlin. Von 1990 bis Anfang 2020 war sie auch Professorin an der Zürcher Hochschule der Künste. Vor ihrem Ruf nach Berlin hatte sie bis 2004 eine Professur an der Musikhochschule Lübeck inne. Unter ihren Studenten befinden sich Gewinner internationaler Wettbewerbe, Konzertmeister europäischer Orchester, Mitglieder renommierter Kammermusikensembles und Professoren an Musikhochschulen. Dazu gehören Marlene Ito, Heime Müller, Johanna Pichlmair, Sebastian Hamann, Esther Hoppe, Christine Busch,  Martin Funda,  Tanja Sonc, Franziska Hölscher und Ana María Valderrama. Nora Chastain gibt regelmäßig Meisterkurse in Europa und Amerika und ist bei internationalen Violin-Wettbewerben als Jurorin tätig.

## Diskographie
Solo
- Béla Bartók, Violinkonzert Nr. 2, Ludwig van Beethoven, Violinkonzert op. 61 Sinfonietta Tübingen, Rüdiger Bohn, St. Galler Kammerensemble, Rudolf Lutz Ars Produktion: ARS 38 438
- Carl Stamitz, Konzert für Violine und Orchester in B-Dur, Kurpfälzisches Kammerorchester, Klaus-Peter Hahn, Mediaphon: MED 75.103
- Württembergische Philharmonie / Castagna - Fiesta Criolla: Latin-American Orchestral Works, Chandos
- Alfredo Casella, Tripelkonzert, Trio Kreisleriana, Orquesta Sinfónica de Castilla y Leon, Max Bragado Darman, Koch Classics: 3-6725-2

mit dem Pianisten Friedemann Rieger
- Ludwig van Beethoven, Sonaten für Violine und Klavier, D-Dur op. 12 No. 1, A-Dur op. 12 No. 2, E Flat Major op. 12 No. 3, G Major op. 30 No. 3, Ars Produktion
- Ludwig van Beethoven, Sonaten für Violin und Klavierpiano a-moll op. 23, F-Dur, op. 24 (Frühlingssonate), A-Dur op. 47 (Kreutzer-Sonate) Ars Produktion
- Ludwig van Beethoven, Sonaten für Violine und Klavier, A-Dur op. 30 No. 1, c-moll op. 30 No. 2, G-Dur op. 96, Ars Produktion: 38 443
- Ludwig van Beethoven, Sonaten für Klavier und Violine, op.12/1, 23, 24, MED 72.122
- Ludwig van Beethoven, Sonaten für Klavier und Violine, no. 2, 3, op. 12, 10 op. 96, Music for UNICEF
- Gabriel Fauré, Violinsonate, A-Dur, op. 13, Claude Debussy, Violinsonate, Arthur Honegger, Violinsonate, Ars Produktion
- Wolfgang Amadeus Mozart, Violinsonate, Es-Dur KV 481, Violinsonate, G-Dur KV 301, Violinsonate, C-Dur KV 296 & 403, Mediaphon Green Label

mit dem Menuhin Festival Piano Quartet
- Wolfgang Amadeus Mozart, Klavierquartette KV. 478 und KV. 493, Naxos
- Joaquín Turina: Chamber Music, Volume 4: Piano Quartet, Op. 67/Piano Quintet, Op. 1/Piano Sextet, Op. 7, Claves
- Johannes Brahms: Drei Klavier-Quartette, Claves
- Ludwig van Beethoven, Klavierquartett, Es-Dur, op. 16, Franz Schubert, Adagio e Rondo concertante, F-Dur, D487, Robert Schumann, Klavierquartett, Es-Dur, op. 47, Ars
- Johannes Brahms, Klavierquartett, g-moll, op. 25, Klavierquartett, A-Dur, op. 26, Klavierquartett, c-moll, op. 60, Claves
- Felix Mendelssohn Bartholdy, Klavierquartett, f-Moll, op. 2, Richard Strauss, Klavierquartett, c-Moll, op. 13,

diverse Kammermusik
- Wolfgang Amadeus Mozart, Die Klaviertrios von 1788, Trio Kreisleriana, Mediaphon Green Label 72.118
- Pjotr Iljitsch Tschaikowsky, Souvenir de Florence, Claves: CD 50-8507
- Arnold Schönberg, Verklärte Nacht, Carmina Quartett, Thomas Grossenbacher, Denon COCQ-83489